# Songs of Leonard Cohen

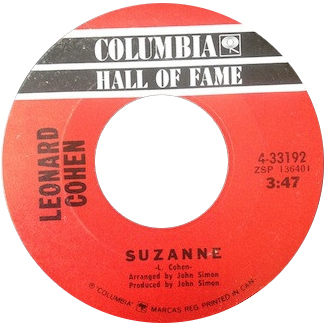

Songs of Leonard Cohen es el álbum debut del cantautor canadiense Leonard Cohen, lanzado originalmente en 1967 y reeditado en 2007 con 2 temas extra. Está considerado como uno de los mejores trabajos de Cohen y de la historia de la música popular. 
Leonard Cohen era un cantante atípico para su época. Tenía 33 años cuando debutó, y venía del mundo de la literatura (había publicado ya 2 novelas y 4 libros de poemas cuando grabó este disco). Sin embargo, no tardó en integrarse en las nuevas generaciones de cantautores, junto a otros como Tim Buckley, Neil Young y Joni Mitchell. 
La canción "Suzanne", una de las más emblemáticas del canadiense, había sido grabada anteriormente por Judy Collins.
Todas las canciones del disco están compuestas por Leonard Cohen.

## Listado de canciones
1. "Suzanne" – 3:48
2. "Master Song" – 5:55
3. "Winter Lady" – 2:15
4. "The Stranger Song" – 5:00
5. "Sisters of Mercy" – 3:32
6. "So Long, Marianne" – 5:38
7. "Hey, That's No Way to Say Goodbye" – 2:55
8. "Stories of the Street" – 4:35
9. "Teachers" – 3:01
10. "One of Us Cannot Be Wrong" – 4:23

### Pistas adicionales (reedición 2007)
1. "Store Room" – 5:06
2. "Blessed Is the Memory" – 3:03

## Posición en listas
| Año  | País           | Lista                   | Posición más alta |
| ---- | -------------- | ----------------------- | ----------------- |
| 1968 | Estados Unidos | Billboard 200           | 83                |
| 1968 | Países Bajos   | Album Top 100           | 4                 |
| 1968 | Reino Unido    | Official Charts Company | 13                |
| 2016 | Australia      | ARIA                    | 81                |
| 2016 | Francia        | SNEP                    | 152               |
| 2016 | Noruega        | VG-lista                | 36                |
| 2016 | Portugal       | AFP                     | 48                |
| 2016 | Suecia         | Sverigetopplistan       | 35                |
| 2016 | Suiza          | Schweizer Hitparade     | 99                |

- Datos: Q923550